# Мюльляйтнер, Хеннинг
Хеннинг Мюльляйтнер (нем. Henning Mühlleitner, род. 15 июля 1997 года) — немецкий пловец. Чемпион Европы в эстафете (2018). Родился в городе Эммендинген.

## Карьера
3 августа 2018 года стал бронзовым призёром на чемпионате Европы на дистанции 400 метров вольным стилем.